# Station Crèvecœur-le-Grand
Station Crèvecœur-le-Grand is een spoorwegstation in de Franse gemeente Crèvecœur-le-Grand. Het station is gesloten voor regulier verkeer.

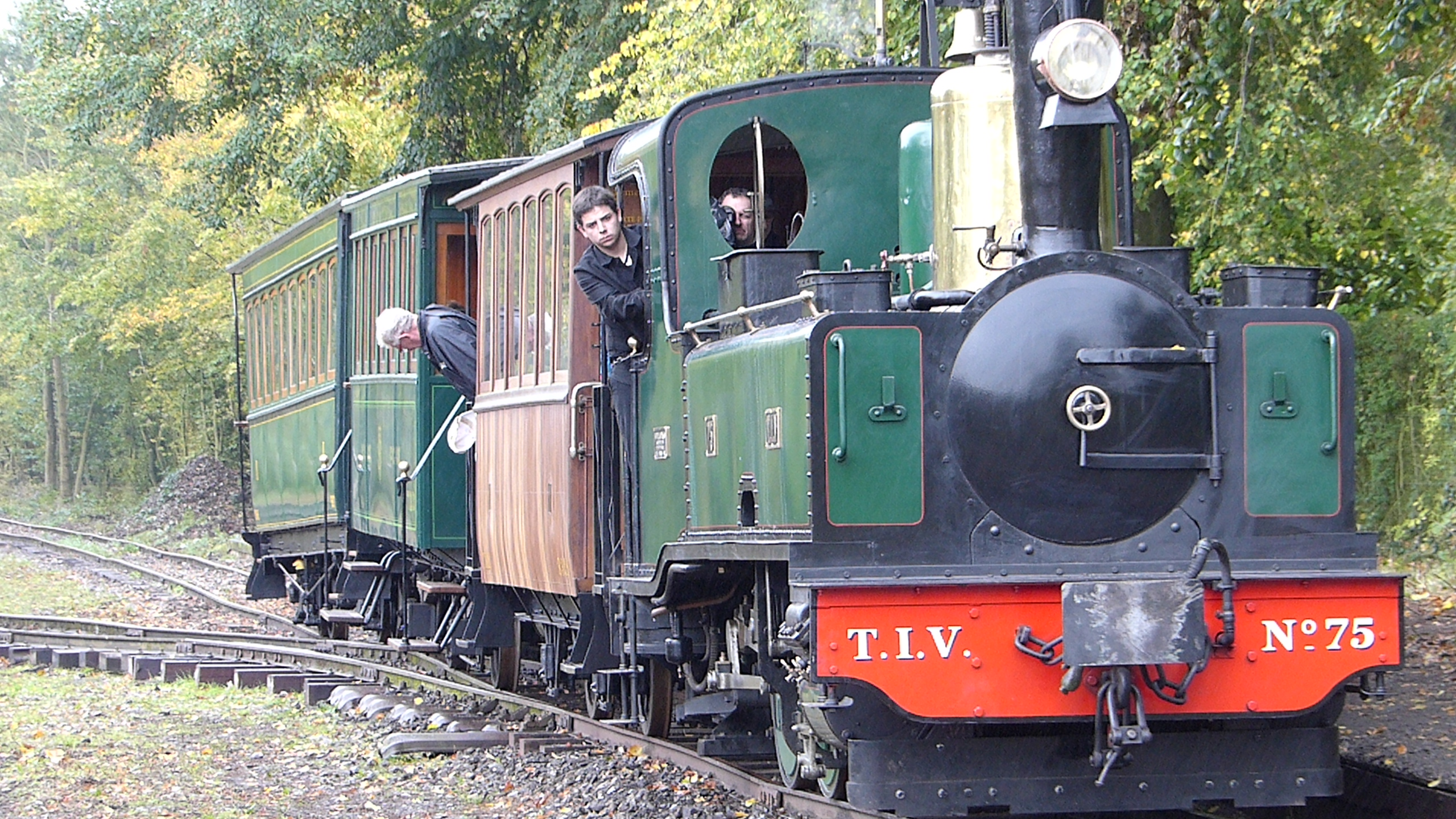
Openingsrit, 17 oktober 2015

In 2015 werd een metersporige lijn tussen Crèvecœur et Saint-Omer-en-Chaussée geopend voor toeristisch verkeer.